# Konsole
Konsole es un emulador de terminal, desarrollado para el proyecto de escritorio libre KDE.
Está altamente integrado con el entorno, y soporta sesiones múltiples en pestañas, operaciones de edición (copiado y pegado, arrastre de texto, etc), favoritos, impresión, etc. Las aplicaciones de KDE Konqueror, Kate, y KDevelop usan Konsole como KPart para incluir fácilmente su funcionalidad como terminal.
Konsole fue iniciado por Lars Doelle, y es mantenido por Waldo Bastian.
Las aplicaciones de KDE, incluidas Dolphin, Kate, KDevelop, Kile, Konversation, Konqueror y Krusader, usan Konsole para proporcionar funcionalidad de terminal integrada a través de KParts.

## Galerías

Una ventana de Konsole con división de ventana
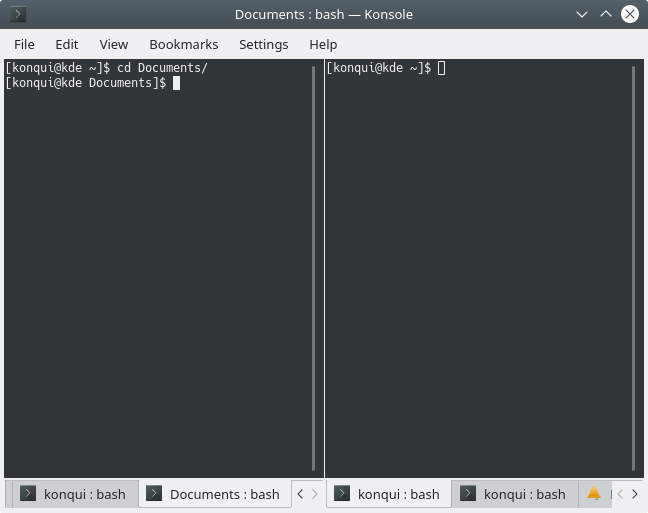
Una ventana de Konsole con división de ventana, como se menciona en en dot.kde.org (2007)

Modos de vista dividida de Konsole
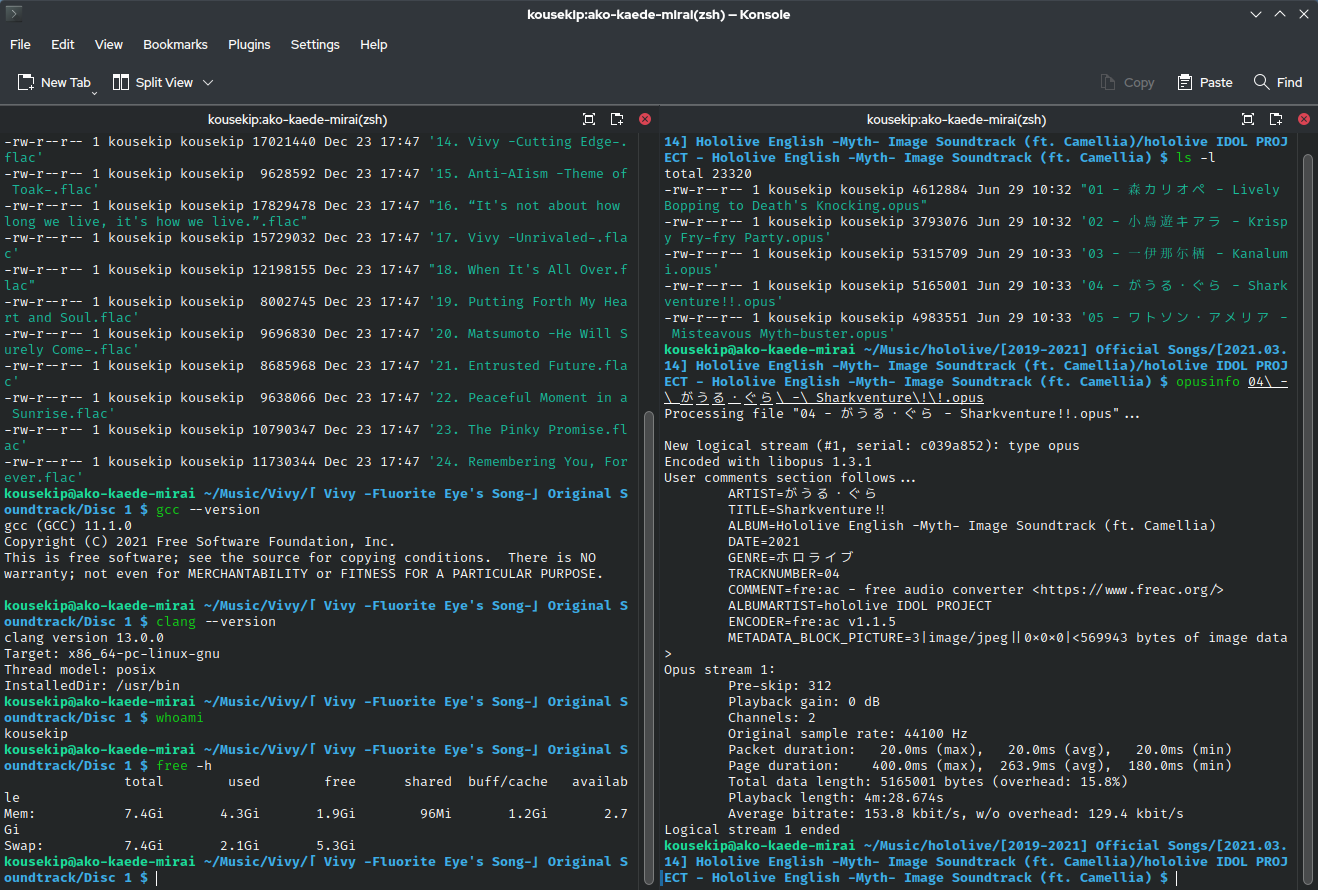
De izquierda a derecha
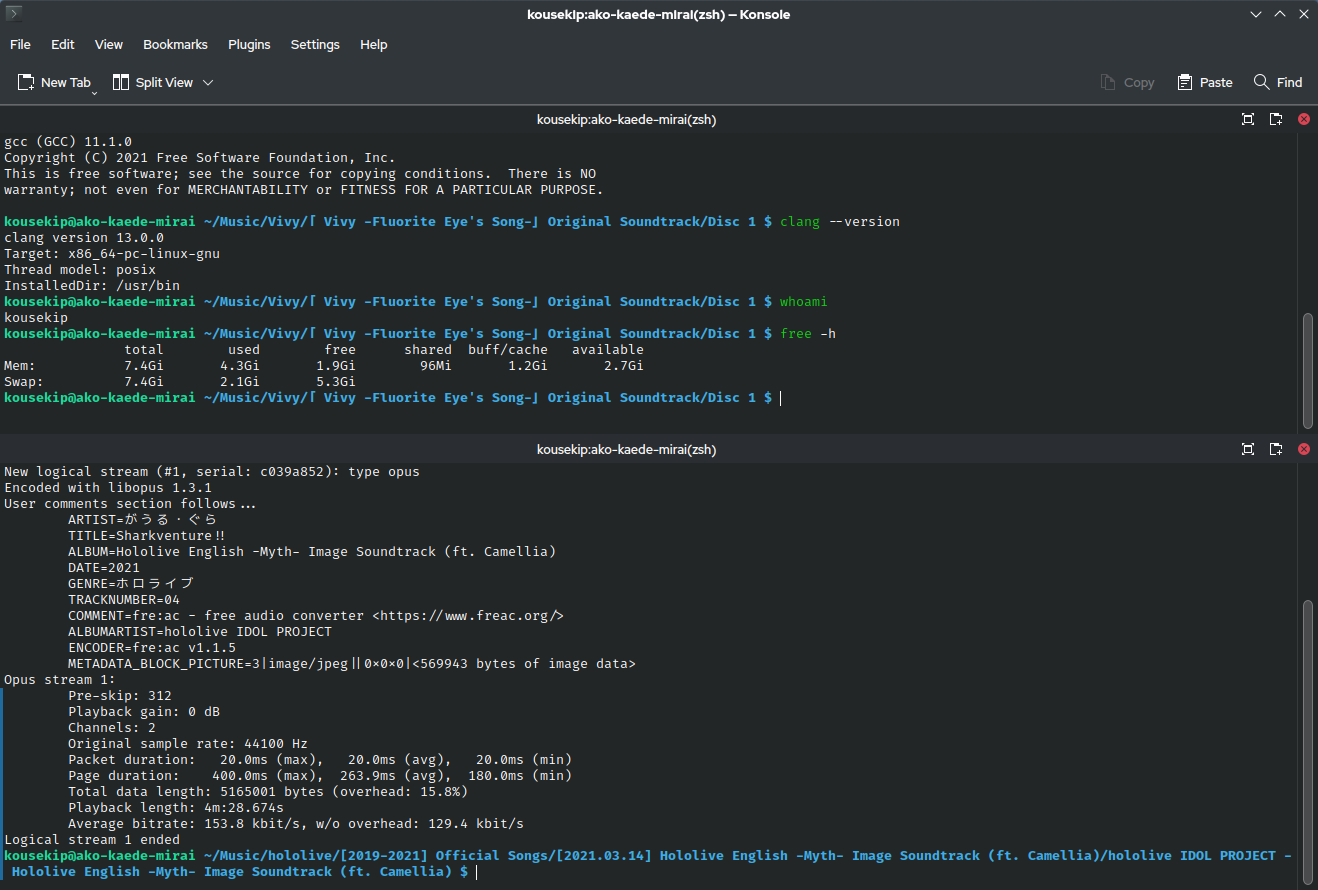
De arriba hacia abajo